# Кузнецов, Иван Андреевич (дипломат)
Ива́н Андре́евич Кузнецо́в (27 июня 1937 — 21 февраля 2021) — советский, российский дипломат. Чрезвычайный и полномочный посол (1996).

## Биография
Окончил Московский государственный институт международных отношений МИД СССР (МГИМО) (1966). На дипломатической работе с 1966 года.
- В 1966—1970 годах — переводчик, атташе Посольства СССР в Великобритании.
- В 1973—1976 годах — вице-консул Генерального консульства СССР в Сан-Франциско (США).
- В 1976—1977 годах — консул Генерального консульства СССР в Нью-Йорке (США).
- В 1990—1996 годах — генеральный консул СССР, затем (с 1991) России в Нью-Йорке (США).
- С 26 февраля 1996 по 14 апреля 1997 года — заместитель министра иностранных дел России[1][2]. Курировал финансовые вопросы[3].

Похоронен в Москве на Троекуровском кладбище, участок 34.

## Дипломатический ранг
- Чрезвычайный и полномочный посланник 1 класса (4 марта 1991)[4]
- Чрезвычайный и полномочный посол (25 июля 1996)[5]

## Награды
- Медаль «Ветеран труда»
- Почётная грамота Президиума Верховного Совета РСФСР